# Équipe de Grande-Bretagne olympique féminine de football
Maillots
L'équipe de Grande-Bretagne de football féminin est une sélection des meilleures joueuses britanniques de football. « Grande-Bretagne » est le nom utilisé par le Royaume-Uni aux Jeux olympiques.
Cette équipe est constituée pour les Jeux olympiques d'été de 2012 après décision de l'Association olympique britannique. Dans les autres compétitions, le Royaume-Uni est représenté par les équipes d'Angleterre, d'Écosse, d'Irlande du Nord et du pays de Galles féminines de football, qui participent à la Coupe du monde féminine de football et au Championnat d'Europe féminin de football.

## Effectif aux JO 2012
Le 26 juin 2012, Hope Powell annonce l'effectif pour les Jeux olympiques 2012. L'effectif compose 18 joueuses, dont 16 sont anglaises et 2, Ifeoma Dieke et Kim Little, sont écossaises. Les joueuses sont Eniola Aluko, Anita Asante, Karen Bardsley, Sophie Bradley, Rachel Brown, Karen Carney, Ifeoma Dieke, Stephanie Houghton, Kim Little, Claire Rafferty, Alex Scott, Jill Scott, Kelly Smith, Casey Stoney, Fara Williams, Rachel Williams, Ellen White et Rachel Yankey.

## Parcours lors des Jeux olympiques
- 2012 : Quart de finale
- 2016 : Ne participe pas
- 2021 : Quart de finale
- 2024 : À venir